# Carpodetus amplus
Carpodetus amplus är en tvåhjärtbladig växtart som beskrevs av John Raymond Reeder. Carpodetus amplus ingår i släktet Carpodetus och familjen Rousseaceae. Inga underarter finns listade i Catalogue of Life.